# Moción de censura (España)

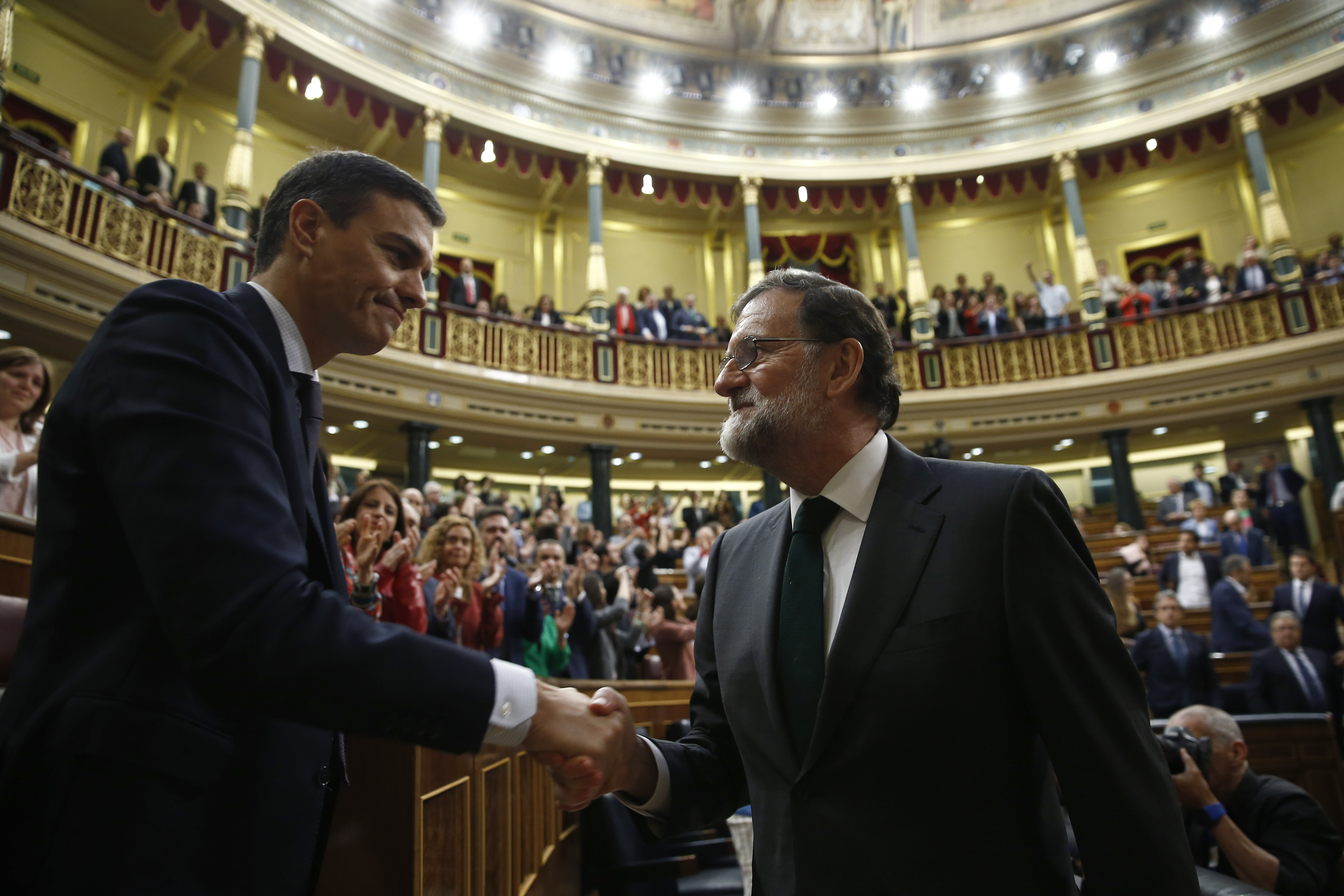
El presidente del Gobierno saliente, Mariano Rajoy (derecha), felicita al recién elegido Pedro Sánchez (izquierda) tras aprobarse la moción de censura que le destituye del cargo, el 1 de junio de 2018.

La moción de censura en España es un procedimiento parlamentario que permite al Congreso de los Diputados retirar la confianza al presidente del Gobierno y forzar su dimisión, lo que implica el cese completo del Consejo de Ministros. Del mismo procedimiento disponen los parlamentos autonómicos sobre el respectivo presidente del Gobierno autonómico.
La moción de censura contra el presidente del Gobierno está regulada en el artículo 113 de la Constitución. Hasta la fecha se han celebrado un total de seis mociones de censura en el Congreso de los Diputados contra los presidentes Suárez (1980), González (1987), Rajoy (2017 y 2018) y Sánchez (2020 y 2023). Solamente una de ellas fue exitosa: la segunda moción de censura contra Rajoy fue aprobada el 1 de junio de 2018 y el candidato Pedro Sánchez quedó investido presidente del Gobierno.
La moción de censura contra los presidentes autonómicos está establecida en los respectivos estatutos de autonomía de las comunidades autónomas. Se han presentado un total de 31 mociones de censura en los parlamentos autonómicos o en las ciudades autónomas, de las cuales nueve fueron aprobadas.

## Procedimiento

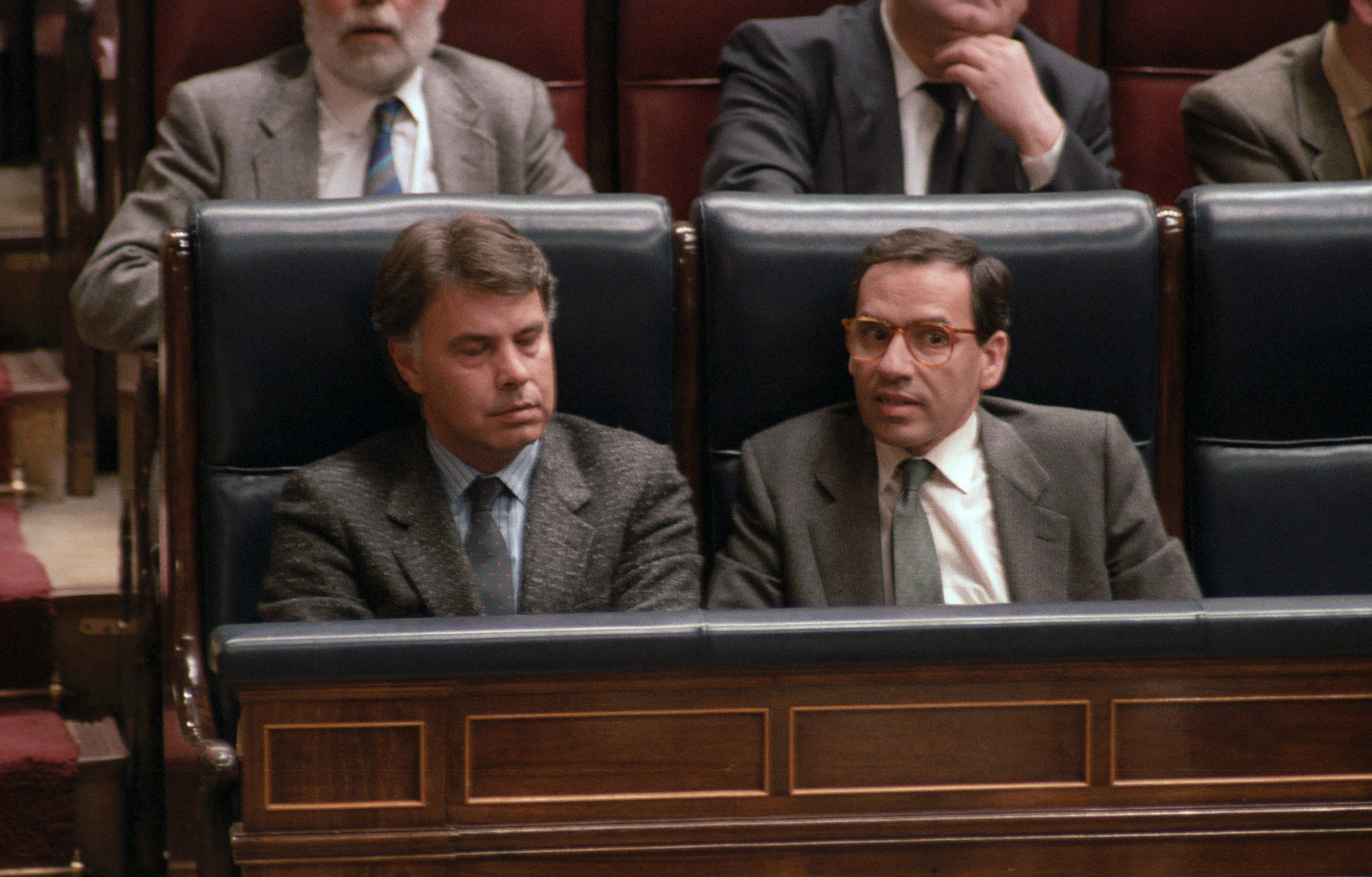
El presidente del Gobierno, Felipe González, durante el debate de la moción de censura liderada por Antonio Hernández Mancha en 1987.

El mecanismo de la moción de censura se encuentra regulado en el artículo 113 de la Constitución y también en el Reglamento del Congreso de los Diputados.

1. El Congreso de los Diputados puede exigir la responsabilidad política del Gobierno mediante la adopción por mayoría absoluta de la moción de censura.
2. La moción de censura deberá ser propuesta al menos por la décima parte de los Diputados, y habrá de incluir un candidato a la Presidencia del Gobierno.
3. La moción de censura no podrá ser votada hasta que transcurran cinco días desde su presentación. En los dos primeros días de dicho plazo podrán presentarse mociones alternativas.
4. Si la moción de censura no fuere aprobada por el Congreso, sus signatarios no podrán presentar otra durante el mismo período de sesiones.

Artículo 113 de la Constitución española de 1978

La moción de censura deberá ser propuesta al menos por la décima parte de los miembros del Congreso de los Diputados (actualmente 35), y ha de incluir un candidato a la presidencia del Gobierno.
Tras la presentación de la moción de censura, la Mesa del Congreso debe reunirse para calificar la moción. Una vez calificada, se abre un plazo de dos días para presentar mociones alternativas, que deben reunir los mismos requisitos (estar firmadas por al menos 35 diputados e incluir un candidato a la presidencia del Gobierno). El debate de la moción, o mociones de censura en su caso, no puede iniciarse hasta una vez transcurrido dicho plazo.
En la votación de la moción de censura, que no puede celebrarse en ningún caso hasta transcurridos cinco días desde su presentación, es necesario obtener la mayoría absoluta de votos afirmativos en el Congreso de los Diputados (actualmente 176) para poder prosperar. Si la moción de censura es aprobada, el Gobierno debe presentar su dimisión al Rey en las 24 horas siguientes a su adopción. Al aprobarse la moción de censura se entiende otorgada la confianza al candidato propuesto y el Rey deberá nombrarlo Presidente del Gobierno. En el caso de no aprobarse la moción de censura, quienes la hayan propuesto no pueden presentar otra dentro del mismo período de sesiones.
En España la moción de censura es constructiva (el grupo que eleva la moción de censura propone a su vez un nuevo Presidente del Gobierno) y continuista (no supone el adelanto de las elecciones, sino que continúa inalterado el calendario electoral). Mientras está en trámite la moción de censura el presidente del Gobierno no puede disolver el Congreso de los Diputados y convocar elecciones, a fin de evitar que el presidente pueda eludir su responsabilidad parlamentaria llamando a las urnas. No obstante lo anterior, el presidente del Gobierno puede hacer decaer la moción de censura presentando su dimisión. En este caso, el presidente del Gobierno puede continuar en funciones en el cargo, sin posibilidad alguna de ser censurado, pero el Congreso queda facultado para nombrar en cualquier momento a un sucesor por mayoría simple.

## Mociones de censura

### Congreso de los Diputados
| Año  | Presidente del Gobierno | Presidente del Gobierno | Presidente del Gobierno | Candidato              | Candidato | Candidato                       | Resultado |
| ---- | ----------------------- | ----------------------- | ----------------------- | ---------------------- | --------- | ------------------------------- | --------- |
| 1980 |                         |                         | Adolfo Suárez (UCD)     |                        |           | Felipe González (PSOE)          | Rechazada |
| 1987 |                         |                         | Felipe González (PSOE)  |                        |           | Antonio Hernández Mancha (AP)   | Rechazada |
| 2017 |                         |                         | Mariano Rajoy (PP)      |                        |           | Pablo Iglesias (Unidas Podemos) | Rechazada |
| 2018 |                         |                         | Mariano Rajoy (PP)      | Pedro Sánchez (PSOE)   | Aprobada  |                                 |           |
| 2020 |                         |                         | Pedro Sánchez (PSOE)    |                        |           | Santiago Abascal (Vox)          | Rechazada |
| 2023 |                         |                         | Pedro Sánchez (PSOE)    | Ramón Tamames (Indep.) | Rechazada |                                 |           |

### Parlamentos autonómicos
| Año  | Comunidad autónoma   | Presidente autonómico | Presidente autonómico | Presidente autonómico               | Candidato                | Candidato             | Candidato                         | Resultado             |
| ---- | -------------------- | --------------------- | --------------------- | ----------------------------------- | ------------------------ | --------------------- | --------------------------------- | --------------------- |
| 1982 | Cataluña             |                       |                       | Jordi Pujol (CDC)                   |                          |                       | Josep Benet (PSUC)                | Rechazada             |
| 1987 | Extremadura          |                       |                       | Juan Carlos Rodríguez Ibarra (PSOE) |                          |                       | Adolfo Díaz-Ambrona Bardají (AP)  | Rechazada             |
| 1987 | Galicia              |                       |                       | Gerardo Fernández Albor (AP)        |                          |                       | Fernando González Laxe (PSOE)     | Aprobada              |
| 1989 | Comunidad de Madrid  |                       |                       | Joaquín Leguina (PSOE)              |                          |                       | Alberto Ruiz-Gallardón (PP)       | Rechazada             |
| 1990 | La Rioja             |                       |                       | Joaquín Espert Pérez-Caballero (PP) |                          |                       | José Ignacio Pérez Sáenz (PSOE)   | Aprobada              |
| 1990 | Cantabria            |                       |                       | Juan Hormaechea (AP)                |                          |                       | Jaime Blanco (PSOE)               | Aprobada              |
| 1993 | Canarias             |                       |                       | Jerónimo Saavedra (PSOE)            |                          |                       | Manuel Hermoso (CC)               | Aprobada              |
| 1993 | Aragón               |                       |                       | Emilio Eiroa (PAR)                  |                          |                       | José Marco (PSOE)                 | Aprobada              |
| 1994 | Aragón               |                       |                       | José Marco (PSOE)                   |                          |                       | Emilio Eiroa (PAR)                | Rechazada             |
| 1999 | Asturias             |                       |                       | Sergio Marqués (URAS)               |                          |                       | Ovidio Sánchez (PP)               | Rechazada             |
| 2000 | País Vasco           |                       |                       | Juan José Ibarretxe (PNV)           |                          |                       | Nicolás Redondo Terreros (PSOE)   | Rechazada             |
| 2000 | País Vasco           |                       |                       | Juan José Ibarretxe (PNV)           | Carlos Iturgaiz (PP)     | Rechazada             |                                   |                       |
| 2001 | Galicia              |                       |                       | Manuel Fraga (PP)                   |                          |                       | Xosé Manuel Beiras (BNG)          | Rechazada             |
| 2001 | Cataluña             |                       |                       | Jordi Pujol (CDC)                   |                          |                       | Pasqual Maragall (PSC)            | Rechazada             |
| 2001 | Canarias             |                       |                       | Román Rodríguez (CC)                |                          |                       | Juan Carlos Alemán (PSOE)         | Rechazada             |
| 2002 | Galicia              |                       |                       | Manuel Fraga (PP)                   |                          |                       | Emilio Pérez Touriño (PSOE)       | Rechazada             |
| 2002 | Galicia              |                       |                       | Manuel Fraga (PP)                   | Xosé Manuel Beiras (BNG) | Rechazada             |                                   |                       |
| 2005 | Cataluña             |                       |                       | Pasqual Maragall (PSC)              |                          |                       | Josep Piqué (PP)                  | Retirada              |
| 2006 | Comunidad Valenciana |                       |                       | Francisco Camps (PP)                |                          |                       | Joan Ignasi Pla (PSOE)            | Rechazada             |
| 2013 | Navarra              |                       |                       | Yolanda Barcina (UPN)               |                          |                       | Juan Carlos Longás (Aralar-NaBai) | Rechazada             |
| 2014 | Extremadura          |                       |                       | José Antonio Monago (PP)            |                          |                       | Guillermo Fernández Vara (PSOE)   | Rechazada             |
| 2017 | Región de Murcia     |                       |                       | Pedro Antonio Sánchez (PP)          |                          |                       | Rafael González Tovar (PSOE)      | Dimisión presidencial |
| 2017 | Comunidad de Madrid  |                       |                       | Cristina Cifuentes (PP)             |                          |                       | Lorena Ruiz-Huerta (Podemos)      | Rechazada             |
| 2017 | Comunidad de Madrid  |                       |                       | Cristina Cifuentes (PP)             | Ángel Gabilondo (PSOE)   | Dimisión presidencial |                                   |                       |
| 2019 | Cataluña             |                       |                       | Quim Torra (JuntsxCat)              |                          |                       | Lorena Roldán (Cs)                | Rechazada             |
| 2021 | Comunidad de Madrid  |                       |                       | Isabel Díaz Ayuso (PP)              |                          |                       | Mónica García (Más Madrid)        | Descartada            |
| 2021 | Comunidad de Madrid  |                       |                       | Isabel Díaz Ayuso (PP)              | Ángel Gabilondo (PSOE)   | Descartada            |                                   |                       |
| 2021 | Región de Murcia     |                       |                       | Fernando López Miras (PP)           |                          |                       | Ana Martínez Vidal (Cs)           | Rechazada             |
| 2021 | Castilla y León      |                       |                       | Alfonso Fernández Mañueco (PP)      |                          |                       | Luis Tudanca (PSOE)               | Rechazada             |

### Ciudades autónomas
| Año  | Ciudad autónoma | Alcalde-presidente | Alcalde-presidente               | Candidato | Candidato                           | Resultado |
| ---- | --------------- | ------------------ | -------------------------------- | --------- | ----------------------------------- | --------- |
| 1998 | Melilla         |                    | Ignacio Velázquez Rivera (PP)    |           | Alberto Paz Martínez (PSOE)         | Rechazada |
| 1998 | Melilla         |                    | Ignacio Velázquez Rivera (PP)    |           | Enrique Palacios Hernández (Indep.) | Aprobada  |
| 1999 | Ceuta           |                    | Jesús Cayetano Fortes Ramos (PP) |           | Antonio Sampietro (GIL)             | Aprobada  |
| 2000 | Melilla         |                    | Mustafa Aberchán (CpM)           |           | Juan José Imbroda (UPM-PP)          | Aprobada  |
| 2001 | Ceuta           |                    | Antonio Sampietro (GIL)          |           | Juan Jesús Vivas (PP)               | Aprobada  |